# Miroslav Đukić
Miroslav Đukić (in serbo Мирослав Ђукић?; Šabac, 19 febbraio 1966) è un allenatore di calcio ed ex calciatore serbo, fino al 2003 jugoslavo e al 2006 serbo-montenegrino, di ruolo difensore.
È stato commissario tecnico della nazionale serba fino all'agosto del 2008, quando è stato sostituito da Radomir Antić.

## Carriera

### Giocatore
Iniziò la carriera da professionista nella squadra della sua città, il Mačva Šabac, dove rimase due anni prima di trasferirsi a Belgrado, al Rad, dove le sue prestazioni lo portarono al trasferimento all'estero.
Nell'estate del 1990 si trasferisce infatti nella Primera División, al Deportivo La Coruña, dove rimane per ben sette stagioni, con la squadra galiziana che per ben due anni consecutivi (nelle stagioni 1993-1994 e 1994-1995) giunge seconda in campionato. Nella sua esperienza al Deportivo, conquista però la Coppa del Re 1995 e la Supercoppa di Spagna 1995. Legato alla sua esperienza con il club galiziano è l'episodio con il quale è stato a lungo ricordato nel calcio spagnolo: durante l'ultima partita del campionato di calcio spagnolo 1993-1994 proprio all'ultimo minuto, sbagliò il calcio di rigore che avrebbe permesso alla propria squadra di vincere la Liga, facendosi parare il tiro da José Luis González Vázquez, portiere del Valencia. Il campionato infatti si concluse con Deportivo e Barcellona a pari merito, ma il titolo andò ai blaugrana grazie alla migliore differenza-reti.
Nel mercato estivo del 1997, dopo 212 partite e 7 gol, si trasferisce al Valencia con cui conquista il campionato 2001-2002, ma con cui vede sfumare la vittoria, in finale, della Champions League 1999-2000 (persa contro il Real Madrid) e della Champions League 2000-01 (persa contro il Bayern Monaco). Nel 2004 chiude la carriera al Tenerife, in Segunda División.

### Allenatore
Già nell'ultima stagione da professionista, Đukić manifestò l'intenzione di allenare. Nel 2006 assunse la carica di commissario tecnico della Nazionale serba Under-21, che guidò fino alla finale, persa contro l'Olanda, del Campionato europeo Under-21 2007.
Contemporaneamente, comunque, Đukić fu anche allenatore del Partizan Belgrado, e, nonostante lo strapotere della Stella Rossa, fu nominato "Allenatore serbo dell'anno". Il 19 dicembre 2007 decise di dimettersi, e il 25 dicembre 2007, divenne l'allenatore della Nazionale serba, incarico lasciato dopo i Giochi olimpici di Pechino 2008.

#### Valencia
Il 5 giugno 2013 il Valencia comunica di aver ingaggiato l'allenatore per le prossime due stagioni, ma il rapporto termina alla 17ª giornata della stagione 2013-14 .

#### Cordoba
Il 20 ottobre 2014 il Cordoba comunica di aver ingaggiato l'allenatore serbo per la stagione 2014-15 al posto dell'esonerato Albert Ferrer dopo 8 giornate. Il 16 marzo 2015, dopo una serie di 8 sconfitte consecutive, viene esonerato.

## Statistiche

### Cronologia presenze e reti in nazionale

#### RSF Jugoslavia
| Cronologia completa delle presenze e delle reti in nazionale ― Jugoslavia | Cronologia completa delle presenze e delle reti in nazionale ― Jugoslavia | Cronologia completa delle presenze e delle reti in nazionale ― Jugoslavia | Cronologia completa delle presenze e delle reti in nazionale ― Jugoslavia | Cronologia completa delle presenze e delle reti in nazionale ― Jugoslavia | Cronologia completa delle presenze e delle reti in nazionale ― Jugoslavia | Cronologia completa delle presenze e delle reti in nazionale ― Jugoslavia | Cronologia completa delle presenze e delle reti in nazionale ― Jugoslavia |
| Data                                                                      | Città                                                                     | In casa                                                                   | Risultato                                                                 | Ospiti                                                                    | Competizione                                                              | Reti                                                                      | Note                                                                      |
| ------------------------------------------------------------------------- | ------------------------------------------------------------------------- | ------------------------------------------------------------------------- | ------------------------------------------------------------------------- | ------------------------------------------------------------------------- | ------------------------------------------------------------------------- | ------------------------------------------------------------------------- | ------------------------------------------------------------------------- |
| 27-2-1991                                                                 | Smirne                                                                    | Turchia                                                                   | 1 – 1                                                                     | Jugoslavia                                                                | Amichevole                                                                | -                                                                         |                                                                           |
| 4-9-1991                                                                  | Solna                                                                     | Svezia                                                                    | 4 – 3                                                                     | Jugoslavia                                                                | Amichevole                                                                | -                                                                         |                                                                           |
| Totale                                                                    |                                                                           | Presenze                                                                  | 2                                                                         |                                                                           | Reti                                                                      | 0                                                                         |                                                                           |

#### RF Jugoslavia
| Cronologia completa delle presenze e delle reti in nazionale ― Jugoslavia | Cronologia completa delle presenze e delle reti in nazionale ― Jugoslavia | Cronologia completa delle presenze e delle reti in nazionale ― Jugoslavia | Cronologia completa delle presenze e delle reti in nazionale ― Jugoslavia | Cronologia completa delle presenze e delle reti in nazionale ― Jugoslavia | Cronologia completa delle presenze e delle reti in nazionale ― Jugoslavia | Cronologia completa delle presenze e delle reti in nazionale ― Jugoslavia | Cronologia completa delle presenze e delle reti in nazionale ― Jugoslavia |
| Data                                                                      | Città                                                                     | In casa                                                                   | Risultato                                                                 | Ospiti                                                                    | Competizione                                                              | Reti                                                                      | Note                                                                      |
| ------------------------------------------------------------------------- | ------------------------------------------------------------------------- | ------------------------------------------------------------------------- | ------------------------------------------------------------------------- | ------------------------------------------------------------------------- | ------------------------------------------------------------------------- | ------------------------------------------------------------------------- | ------------------------------------------------------------------------- |
| 23-12-1994                                                                | Porto Alegre                                                              | Brasile                                                                   | 2 – 0                                                                     | Jugoslavia                                                                | Amichevole                                                                | -                                                                         |                                                                           |
| 27-12-1994                                                                | Buenos Aires                                                              | Argentina                                                                 | 1 – 0                                                                     | Jugoslavia                                                                | Amichevole                                                                | -                                                                         |                                                                           |
| 20-9-1995                                                                 | Salonicco                                                                 | Grecia                                                                    | 0 – 2                                                                     | Jugoslavia                                                                | Amichevole                                                                | -                                                                         |                                                                           |
| 27-3-1996                                                                 | Belgrado                                                                  | Jugoslavia                                                                | 1 – 0                                                                     | Romania                                                                   | Amichevole                                                                | -                                                                         | 89’                                                                       |
| 2-6-1996                                                                  | Belgrado                                                                  | Jugoslavia                                                                | 6 – 0                                                                     | Malta                                                                     | Qual. Mondiali 1998                                                       | -                                                                         |                                                                           |
| 6-10-1996                                                                 | Toftir                                                                    | Fær Øer                                                                   | 1 – 8                                                                     | Jugoslavia                                                                | Qual. Mondiali 1998                                                       | -                                                                         |                                                                           |
| 10-11-1996                                                                | Belgrado                                                                  | Jugoslavia                                                                | 1 – 0                                                                     | Rep. Ceca                                                                 | Qual. Mondiali 1998                                                       | -                                                                         |                                                                           |
| 14-12-1996                                                                | Valencia                                                                  | Spagna                                                                    | 2 – 0                                                                     | Jugoslavia                                                                | Qual. Mondiali 1998                                                       | -                                                                         |                                                                           |
| 2-4-1997                                                                  | Praga                                                                     | Rep. Ceca                                                                 | 1 – 2                                                                     | Jugoslavia                                                                | Qual. Mondiali 1998                                                       | -                                                                         |                                                                           |
| 30-4-1997                                                                 | Belgrado                                                                  | Jugoslavia                                                                | 1 – 1                                                                     | Spagna                                                                    | Qual. Mondiali 1998                                                       | -                                                                         |                                                                           |
| 8-6-1997                                                                  | Belgrado                                                                  | Jugoslavia                                                                | 2 – 0                                                                     | Slovacchia                                                                | Qual. Mondiali 1998                                                       | -                                                                         |                                                                           |
| 12-6-1997                                                                 | Seul                                                                      | Ghana                                                                     | 1 – 3                                                                     | Jugoslavia                                                                | Amichevole                                                                | -                                                                         |                                                                           |
| 14-6-1997                                                                 | Suwon                                                                     | Egitto                                                                    | 0 – 0                                                                     | Jugoslavia                                                                | Amichevole                                                                | -                                                                         |                                                                           |
| 16-6-1997                                                                 | Seul                                                                      | Corea del Sud                                                             | 1 – 1                                                                     | Jugoslavia                                                                | Amichevole                                                                | -                                                                         |                                                                           |
| 20-8-1997                                                                 | San Pietroburgo                                                           | Russia                                                                    | 0 – 1                                                                     | Jugoslavia                                                                | Amichevole                                                                | -                                                                         | 78’                                                                       |
| 10-9-1997                                                                 | Bratislava                                                                | Slovacchia                                                                | 1 – 1                                                                     | Jugoslavia                                                                | Qual. Mondiali 1998                                                       | -                                                                         |                                                                           |
| 11-10-1997                                                                | Ta' Qali                                                                  | Malta                                                                     | 0 – 5                                                                     | Jugoslavia                                                                | Qual. Mondiali 1998                                                       | -                                                                         |                                                                           |
| 29-10-1997                                                                | Budapest                                                                  | Ungheria                                                                  | 1 – 7                                                                     | Jugoslavia                                                                | Qual. Mondiali 1998                                                       | 1                                                                         |                                                                           |
| 15-11-1997                                                                | Belgrado                                                                  | Jugoslavia                                                                | 5 – 0                                                                     | Ungheria                                                                  | Qual. Mondiali 1998                                                       | -                                                                         |                                                                           |
| 28-1-1998                                                                 | Tunisi                                                                    | Tunisia                                                                   | 0 – 3                                                                     | Jugoslavia                                                                | Amichevole                                                                | -                                                                         |                                                                           |
| 25-3-1998                                                                 | Bogotà                                                                    | Colombia                                                                  | 0 – 0                                                                     | Jugoslavia                                                                | Amichevole                                                                | -                                                                         |                                                                           |
| 3-6-1998                                                                  | Losanna                                                                   | Giappone                                                                  | 0 – 1                                                                     | Jugoslavia                                                                | Amichevole                                                                | -                                                                         | 85’                                                                       |
| 6-6-1998                                                                  | Basilea                                                                   | Svizzera                                                                  | 1 – 1                                                                     | Jugoslavia                                                                | Amichevole                                                                | -                                                                         | 46’                                                                       |
| 23-9-1998                                                                 | São Luís                                                                  | Brasile                                                                   | 1 – 1                                                                     | Jugoslavia                                                                | Amichevole                                                                | -                                                                         | Ammonizione                                                               |
| 18-11-1998                                                                | Belgrado                                                                  | Jugoslavia                                                                | 1 – 0                                                                     | Irlanda                                                                   | Qual. Euro 2000                                                           | -                                                                         | 44’                                                                       |
| 10-2-1999                                                                 | Ta' Qali                                                                  | Malta                                                                     | 0 – 3                                                                     | Jugoslavia                                                                | Qual. Euro 2000                                                           | -                                                                         |                                                                           |
| 8-6-1999                                                                  | Salonicco                                                                 | Jugoslavia                                                                | 4 – 1                                                                     | Malta                                                                     | Qual. Euro 2000                                                           | -                                                                         |                                                                           |
| 18-8-1999                                                                 | Belgrado                                                                  | Jugoslavia                                                                | 0 – 0                                                                     | Croazia                                                                   | Qual. Euro 2000                                                           | -                                                                         |                                                                           |
| 1-9-1999                                                                  | Dublino                                                                   | Irlanda                                                                   | 2 – 1                                                                     | Jugoslavia                                                                | Qual. Euro 2000                                                           | -                                                                         |                                                                           |
| 5-9-1999                                                                  | Belgrado                                                                  | Jugoslavia                                                                | 3 – 1                                                                     | Macedonia                                                                 | Qual. Euro 2000                                                           | -                                                                         |                                                                           |
| 8-9-1999                                                                  | Skopje                                                                    | Macedonia                                                                 | 2 – 4                                                                     | Jugoslavia                                                                | Qual. Euro 2000                                                           | -                                                                         |                                                                           |
| 9-10-1999                                                                 | Zagabria                                                                  | Croazia                                                                   | 2 – 2                                                                     | Jugoslavia                                                                | Qual. Euro 2000                                                           | -                                                                         |                                                                           |
| 23-2-2000                                                                 | Skopje                                                                    | Macedonia                                                                 | 1 – 2                                                                     | Jugoslavia                                                                | Amichevole                                                                | -                                                                         |                                                                           |
| 28-3-2000                                                                 | Belgrado                                                                  | Jugoslavia                                                                | 1 – 0                                                                     | Cina                                                                      | Amichevole                                                                | -                                                                         |                                                                           |
| 30-5-2000                                                                 | Seongnam                                                                  | Corea del Sud                                                             | 0 – 0                                                                     | Jugoslavia                                                                | Amichevole                                                                | -                                                                         |                                                                           |
| 13-6-2000                                                                 | Charleroi                                                                 | Jugoslavia                                                                | 3 – 3                                                                     | Slovenia                                                                  | Euro 2000 - 1º turno                                                      | -                                                                         |                                                                           |
| 18-6-2000                                                                 | Liegi                                                                     | Jugoslavia                                                                | 1 – 0                                                                     | Norvegia                                                                  | Euro 2000 - 1º turno                                                      | -                                                                         |                                                                           |
| 21-6-2000                                                                 | Bruges                                                                    | Spagna                                                                    | 4 – 3                                                                     | Jugoslavia                                                                | Euro 2000 - 1º turno                                                      | -                                                                         |                                                                           |
| 25-6-2000                                                                 | Rotterdam                                                                 | Paesi Bassi                                                               | 6 – 1                                                                     | Jugoslavia                                                                | Euro 2000 - Quarti di finale                                              | -                                                                         |                                                                           |
| 24-3-2001                                                                 | Belgrado                                                                  | Jugoslavia                                                                | 1 – 1                                                                     | Svizzera                                                                  | Qual. Mondiali 2002                                                       | -                                                                         |                                                                           |
| 28-3-2001                                                                 | Lubiana                                                                   | Slovenia                                                                  | 1 – 1                                                                     | Jugoslavia                                                                | Qual. Mondiali 2002                                                       | -                                                                         | 81’                                                                       |
| 25-4-2001                                                                 | Belgrado                                                                  | Jugoslavia                                                                | 0 – 1                                                                     | Russia                                                                    | Qual. Mondiali 2002                                                       | -                                                                         |                                                                           |
| 2-6-2001                                                                  | Mosca                                                                     | Russia                                                                    | 1 – 1                                                                     | Jugoslavia                                                                | Qual. Mondiali 2002                                                       | -                                                                         | 69’                                                                       |
| 15-8-2001                                                                 | Belgrado                                                                  | Jugoslavia                                                                | 2 – 0                                                                     | Fær Øer                                                                   | Qual. Mondiali 2002                                                       | 1                                                                         |                                                                           |
| 1-9-2001                                                                  | Basilea                                                                   | Svizzera                                                                  | 1 – 2                                                                     | Jugoslavia                                                                | Qual. Mondiali 2002                                                       | -                                                                         |                                                                           |
| 5-9-2001                                                                  | Belgrado                                                                  | Jugoslavia                                                                | 1 – 1                                                                     | Slovenia                                                                  | Qual. Mondiali 2002                                                       | -                                                                         | 87’                                                                       |
| Totale                                                                    |                                                                           | Presenze                                                                  | 46                                                                        |                                                                           | Reti                                                                      | 2                                                                         |                                                                           |

## Palmarès

### Giocatore

#### Competizioni nazionali
- Coppa di Spagna: 2

Deportivo La Coruña: 1994-1995
Valencia: 1998-1999
- Supercoppa di Spagna: 2

Deportivo La Coruña: 1995
Valencia: 1999
- Campionato spagnolo: 1

Valencia: 2001-2002

### Allenatore

#### Competizioni nazionali
- Coppa di Serbia: 1

Partizan: 2017-2018

#### Individuale
- Allenatore serbo dell'anno: 1

2007